# Macaduma nigripuncta
Macaduma nigripuncta är en fjärilsart som beskrevs av George Francis Hampson 1900. Macaduma nigripuncta ingår i släktet Macaduma och familjen björnspinnare. Inga underarter finns listade i Catalogue of Life.